# Лаптев, Герман Фёдорович
Герман Фёдорович Лаптев (1909—1972) — советский математик, доктор физико-математических наук (1950), профессор (1952). Заслуженный деятель науки и техники Татарской АССР (1965).

## Биография
Родился в семье служащего, Фёдора Пантелеймоновича Лаптева, получившего высшее математическое образование в Казанском университете. 
В 1926 окончил среднюю школу и поступил на физико-математический факультет этого же университета. 
В 1930 переехал в Москву и стал преподавать сначала в Московском высшем техническом училище имени Н. Э. Баумана, а с 1932 и до конца жизни в Военно-воздушной академии имени Н. Е. Жуковского. Кроме того, читал лекции в МГУ. 
С 1937 участник семинара С. П. Финикова, в послевоенные годы его соруководитель, а с 1964 года, после смерти Сергея Павловича, руководитель этого семинара. 
Участник Великой Отечественной войны, полковник. 
В апреле 1941 защитил кандидатскую диссертацию «О внутренних геометриях, вмещенных в многомерное аффинное пространство», в 1950 защитил докторскую диссертацию «О многообразиях геометрических элементов». Являлся председателем бюро Всесоюзного геометрического семинара Всесоюзного института научной и
технической информации (ВИНИТИ), редактором отдела геометрии реферативного журнала «Математика», главным редактором «Трудов геометрического семинара ВИНИТИ».

## Память
Регулярно проводятся международные «Лаптевские чтения»

## Публикации
- «К теории векового уравнения, определяющего частоты собственных крутильных колебаний коленчатого вала» (1937).
- «К теории щитков крыла самолёта» (1937).
- «Теория многометрических аэронавигационных приборов» (1945).
- «Дифференциальная геометрия погруженных многообразий» (1953).
- Элементы векторного исчисления (1957).